# Mansaf

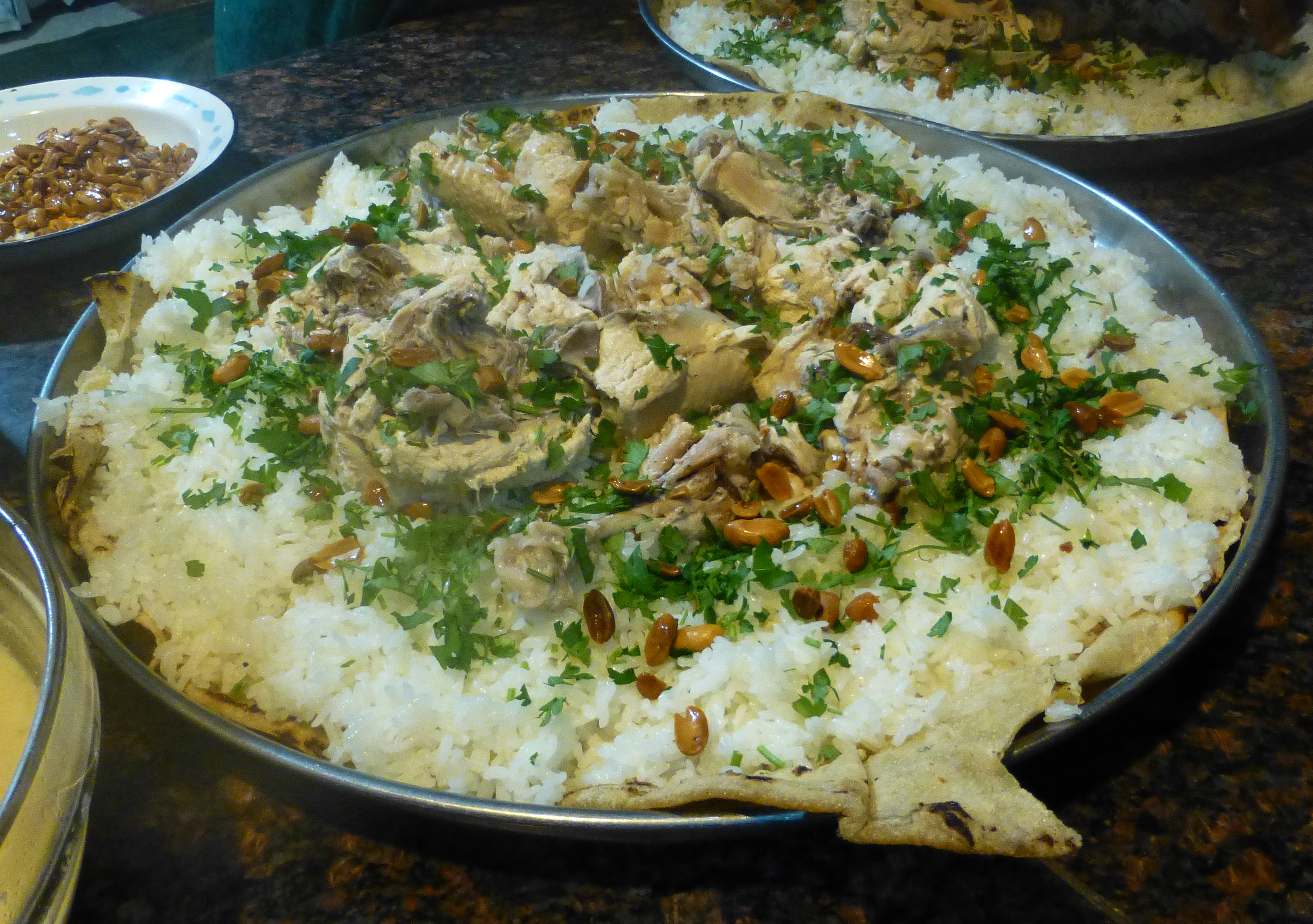
Mansaf

Mansaf (în arabă منسف, transliterat: mansaf) este un fel de mâncare arabă, care constă în principal din miel și orez (mai rar bulgur) și care se servește pe o tavă mare. Mansaful a devenit extrem de popular în cadrul bucătariei Iordaniene si este considerat ca fiind mâncarea națională a Iordaniei.
Până în secolul al XX-lea, Mansaf a fost un fel de mâncare din grâu, dar astăzi în mod obișnuit este folosit orezul. Mielul este gătit separat, fiind fiert în apă la început la foc deschis timp de 2 ore, iar apoi când este considerat bine fiert se adaugă așa numitul jameed.
Jameed-ul este un tip de laban fermentat și apoi uscat (în vest numit mai ales „ iaurt “), fabricat din lapte de capră, care este apoi lichefiat din nou, prin adăugare de apă. 
Pentru condimente sunt folosite ceapă, usturoi, scorțișoară, baharat, migdale și nuci.
La servire, pe tava se asează paine plată (Markook, Shrak), apoi deasupra orezul si carnea. Conform tradiției beduine, este adesea consumat în picioare, cu mâna, din centrul tăvii.
Potrivit lui Joseph Massad, felul de mâncare nu este chiar atât de „tipic iordanian”, ci a devenit notoriu sub influența lui Glubb Pașa (John Bagot Glubb) care a condus legiunea arabă (1939-1956). În încercarea de a construi o identitate națională iordaniană clară, au fost promovate o serie de măsuri, inclusiv culinare. Alegerea Mansafului ca mancarea națională a Iordaniei se datorează unui număr de elemente: Ingredientele simple, felul ușor de preparare in cazematele armatei (de unde s-a răspândit), obișnuința recruților atât beduini cât și țărani cu ingredientele din Mansaf, printre altele.  